# Leopold Fettweis
Leopold Fettweis, auch Fettweiss (*  2. März 1848 in Cincinnati, USA; † 21. August 1912, ebenda) war ein bekannter deutsch-amerikanischer Bildhauer.

## Familie
Er war das älteste von sieben Kindern des aus Bietigheim in Deutschland eingewanderten Bildhauers und Steinmetz Karl Leopold Fettweis (1826 bis 1887) und der Anna M. (1827 bis nach 1890). Seine Brüder Charles, Hugo und Otto Fettweis waren ebenfalls Künstler.
Fettweis heiratete am 25. Februar 1886 in Cincinnati die Deutsche Charlotte Becker.

## Leben
Schon seit jungen Jahren arbeitete Fettweis in dem Betrieb seines Vaters an der West McMicken Street in der Nähe der Vine Street in Cincinnati. 1875 führte ihn eine Studienreise nach Rom. 1879 wurden zwei seiner Werke bei der Cincinnati Industrial Exposition ausgestellt. Seit 1894 war er Mitglied des Cincinnati Art Club.
Fettweis schuf u. a. die Skulptur der Germania (1877, Walnut Street, Ecke 12th Street in Cincinnati) am Germania Building von Heinrich Rattermann, die Büsten von Col. Robert L. McCook (1878, Washington Park in Cincinnati), Friedrich Hecker (1883, Washington Park) und Friedrich Ludwig Jahn (1911, Inwood Park auf dem historischen Mount Auburn Cemetery bei Cambridge (Massachusetts)).